# Държавен тероризъм
Държавен тероризъм е термин, въведен в употреба, за да се обозначи насилието от страна на държавата срещу цивилни граждани.

## Разбиране и определяне
Под държавен тероризъм обикновено се разбират актове като произволни арести, убийства, отвличания, изтезания и екзекуции на граждани, без съдебен процес или разследване, извършени от силите за сигурност.
С държавен тероризъм също се наричат терористичните актове, извършени от силите за сигурност. Следва да се разграничава като форма от подкрепяния от някои държави международен тероризъм, било това подпомагане да е само финансово и/или логистично – примерно с оръжие или по друг начин и/или способ.

## Женевска декларация за тероризма
През 1987 г. в Женева се провежда международна конференция, посветена на тероризма, която приема декларация, определяща като държавен тероризъм следните явления:
- Практиките на полицейската държава срещу нейните граждани: наблюдение от страна на специалните служби, разгонване на митингите и събранията, контрол над информацията (цензура), побои, мъчения, фалшиви арести, масови арести, фалшиви обвинения, показни съдебни процеси, убийства.
- Държавни доставки на ядрени оръжия на територията на други държави, в техните териториални води или в международни води.
- Военни маневри и/или учения, провеждани в близост до границите на друга държава, заплашващи нейната независимост и териториална цялост.
- Нападение от страна на въоръжените сили на държавата срещу цели, което представлява опасност за цивилното население, живеещо в друга държава.
- Създаване и поддръжка на въоръжени отряди от наемници с цел да се унищожи суверенитета на друга държава.
- Убийства и опити за убийства на държавни деятели на други държави или на национални движения за освобождение, направлявани от страна на държавата, независимо дали за това се използват военни удари, специални операции или наемни убийци.
- Тайните операции на разузнаването или други сили на държавата с цел дестабилизация или подчинение на друга държава, на националноосвободително движение или международното движение мир.
- Дезинформационни кампании за дестабилизация на други държави.
- Продажбите на оръжие в подкрепа на продължаването на регионални войни и задържане политическото решение на конфликтите.
- Отмяната на гражданските права и свободи, Конституцията и законите, под претекст за борба с тероризма.
- Разработване, тестване и внедряване на ядрени и космически оръжия, увеличаващи вероятността от геноцид и екоцид, обричащи бедните на продължителна нищета и цялото човечество на постоянен страх.

## Примери
Теорията разглежда като примери за държавен тероризъм в историята управлението на якобинците по време на т.нар. Велика френска революция, и особено наложената съветска власт в бившата Руска империя след Октомврийската революция.
От историята на България най-известен е примерът с т.нар. Народен съд след деветосептемврийския преврат, който е едновременно временна и извънредена институция, създадена не в съответствие и по реда на Търновската конституция и закона.

### Исторически прецеденти
Следните исторически прецеденти са посочвани като примери за тероризъм от страна на дадено правителство и власт спрямо собствения народ, като впоследствие са приписани на политическите им противници:
- 47 г.: Пожарът в Рим. Подозира се, че император Нерон може да е подпалил града, за да си осигури пространство за построяване на новия дворец; за вдъхновение при съчиняването на музиката си. Пожарът е приписан на християните и те са подложени на преследвания и гонения от властите.
- 1898 г.: Потопяването на американския военен кораб Мейн в пристанището на Хавана е повод за започването на Испано-американската война. До днес не са известни със сигурност причините за потъване на кораба, но реакцията на американското правителство е директно обвинение към испанските власти, последвано от обявяване на война. Лозунгът „Помнете Мейн“ е основен мотив на войната.
- 1933 г.: Пожарът в Райхстага дава възможност на Адолф Хитлер да установи закони, противоречащи на германската конституция и даващи му диктаторски пълномощия. За подпалването са обвинени група комунисти, между които и няколко българи, успешно защитили се по време на делото. Съществуват конспиративни теории, че зад пожара стоят функционери на Националсоциалистическата партия.
- 1939 г.: Операция Химлер. Затворници са облечени като полски войници и убити от германците, давайки претекст за началото на Втората световна война.
- 1941 г.: Японската атака срещу Пърл Харбър. Твърди се, че президентът Франклин Рузвелт е знаел за готвеното нападение, но не е предупредил командира на Пърл Харбър, защото е искал САЩ да влязат във Втората световна война[1]
- 1953 г.: Операция Аякс на ЦРУ в подкрепа на преврат в Иран
- 1954 – 1982 г.: Операция Гладио, серия от терористични актове под фалшив флаг, осъществени в Италия и Западна Европа
- 1962 г.: Президентът Джон Кенеди отказва да упълномощи изпълняването на Операция Нортуудс, предложена му от началника на генералния щаб на САЩ Лаймън Лемницър и предвиждаща извършването на терористични атентати на територията на САЩ и над Куба, включително взривяване на самолети и кораби, с цел да бъдат обвинени кубинците, което би дало претекст за нахлуване в Куба.[2]
- 1964 г.: Инцидентът в залива Тонкин. Американски военни твърдят, че са нападнати от северновиетнамски катери. Впоследствие това твърдение е поставено под съмнение. Начало на войната във Виетнам.
- 1990 г.: Подпалването на Партийния дом в София. Партийният дом на БКП в София е подпален на 26 август 1990 „след предупреждение на Пламен Станчев – член на движение „Инициатива за гражданско недоволство“, че ще се самозапали, ако от Партийния дом не се махне петолъчката – символ на чужда държава“.[3] В 23 ч. вечерта в сградата изведнъж лумват пожари в помещения от първия до четвъртия етаж. Унищожени са архиви и имущество в 94 помещения. Разследването установява, че нахлуването, палежът и разграбването са извършени „стихийно и неорганизирано от екзалтирани екстремисти“. От участниците на площада, наблюдавали този щурм на сградата, са изразени съмнения, че сградата е подпалена от сили на БСП, с цел да се унищожат архиви, а щурмът и разграбването са инсценирани от добре подготвени подстрекатели. Разследването не създава обвинителен акт срещу „екзалтираните екстремисти“, нито открива подстрекателите и причините както за лесния достъп в сградата, така и за наличието на туби с бензин и други запалителни смеси в Партийния дом. Остава неясно и бездействието на органите по сигурността от МВР, намиращи се в близост. След изтичането на законовия срок за разследване, работата по делото се прекратява, като е „Приключено по давност“.[4][5]
- 1995 г.: Атентатът в Оклахома Сити. Подозира се, че експлозивите в камиона, паркиран пред федералната сграда Мъра, не са били достатъчни, за да окажат такива големи щети – т.е. в сградата са били поставени предварително експлозиви. Атентатът дава възможност на президента Бил Клинтън да заглуши нападките на контролирания от републиканците Конгрес срещу федералното правителство и да подпише закон срещу тероризма, увеличаващ пълномощията на правителството да събира информация за американските граждани.
- 2001 г.: Някои считат атентатите от 11 септември 2001 г. за правителствен терористичен атентат, за операция под фалшив флаг.